# Seçkin Özdemir
Seçkin Özdemir (* 25. August 1981 in Istanbul) ist ein türkischer Schauspieler.

## Leben und Karriere
Özdemir wurde am 25. August 1981 in Istanbul geboren. Seine Mutter gehört zu der türkischen Minderheit aus Xanthi und sein Vater stammt aus Sinop. Er studierte am Müjdat Gezen Sanat Merkezi.
Sein Debüt gab er 2008 in der Fernsehserie Yaban Gülü. Von 2010 bis 2011 bekam er in Al Yazmalım die Hauptrolle. 2012 trat er in Das osmanische Imperium – Harem: Der Weg zur Macht auf. Seine nächste Hauptrolle bekam Özdemir 2013 in Bir Aşk Hikayesi. Danach wurde er 2017 für den Film Bir Nefes Yeter gecastet. Anschließend spielte er 2018 in der Serie Tehlikeli karım mit. Außerdem war Özdemir 2019 in Sevgili Geçmiş zu sehen. 2020 setzte er seine Karriere in Kuruluş Osman fort. Unter anderem spielte er 2021 in Baş Belası die Hauptrolle.

## Filmografie
Filme
- 2017: Bir Nefes Yeter
- 2018: Bücür
- 2023: Yaren Leylak

Serien
- 2008: Yaban Gülü
- 2010–2011: Al Yazmalım
- 2012: Das osmanische Imperium – Harem: Der Weg zur Macht
- 2013–2014: Bir Aşk Hikayesi
- 2014: Günahkar
- 2015: Racon Ailem İçin
- 2015–2016: Acı Aşk
- 2017: Ateşböceği
- 2018: Tehlikeli karım
- 2018: Can Kırıkları
- 2019: Sevgili Geçmiş
- 2020: Hizmetçiler
- 2020–2021: Kuruluş Osman
- 2021: Baş Belası